# 主广场 (布拉迪斯拉发)

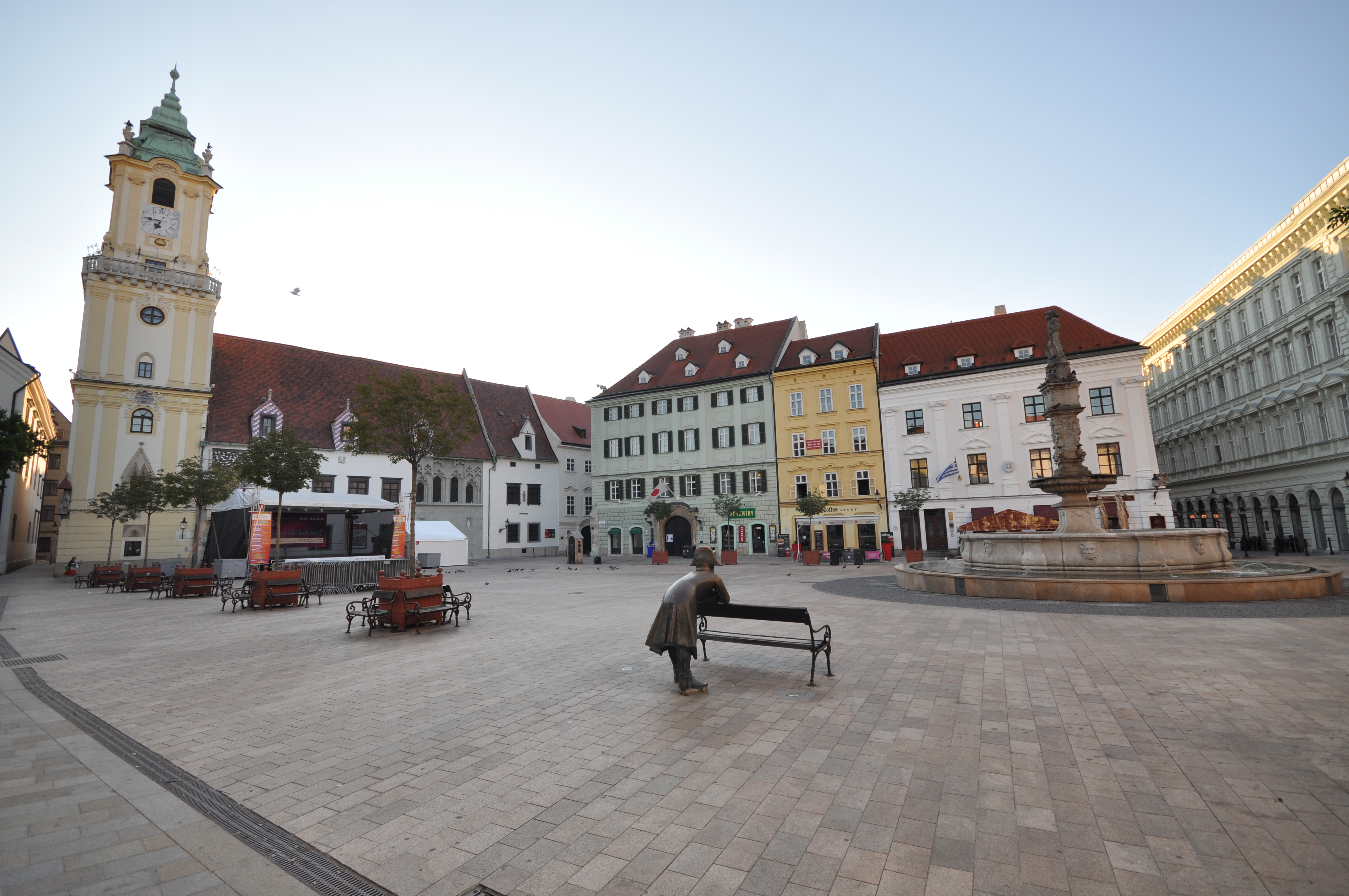
主广场：拿破仑士兵，旧市政厅和罗兰喷泉

主广场（Hlavné námestie）是斯洛伐克首都布拉迪斯拉发的一個广场，它位于布拉迪斯拉发老城，通常被认为是城市的中心。
广场上的主要地标有布拉迪斯拉发旧市政厅和罗兰喷泉。

## 名称
在共产党执政时期（1948年至1989年），广场被命名为“4月4日广场”（Námestie 4. apríla），因为4月4日是第二次世界大战末期苏联红军攻占布拉迪斯拉发的日期。再往前推，该广场的名称依次是希特勒广场（1939-1945）、马萨里克广场、弗朗茨·约瑟夫广场（匈牙利語：Ferenc József tér，1914年）、主广场（匈牙利語：Fő tér，1879年），弗朗茨·约瑟夫广场（1850年），拉丁語：（1668年）、德語：（1434年）、市场（德語：Markcht，1404年）、市场（拉丁語：Forum，1373年）。

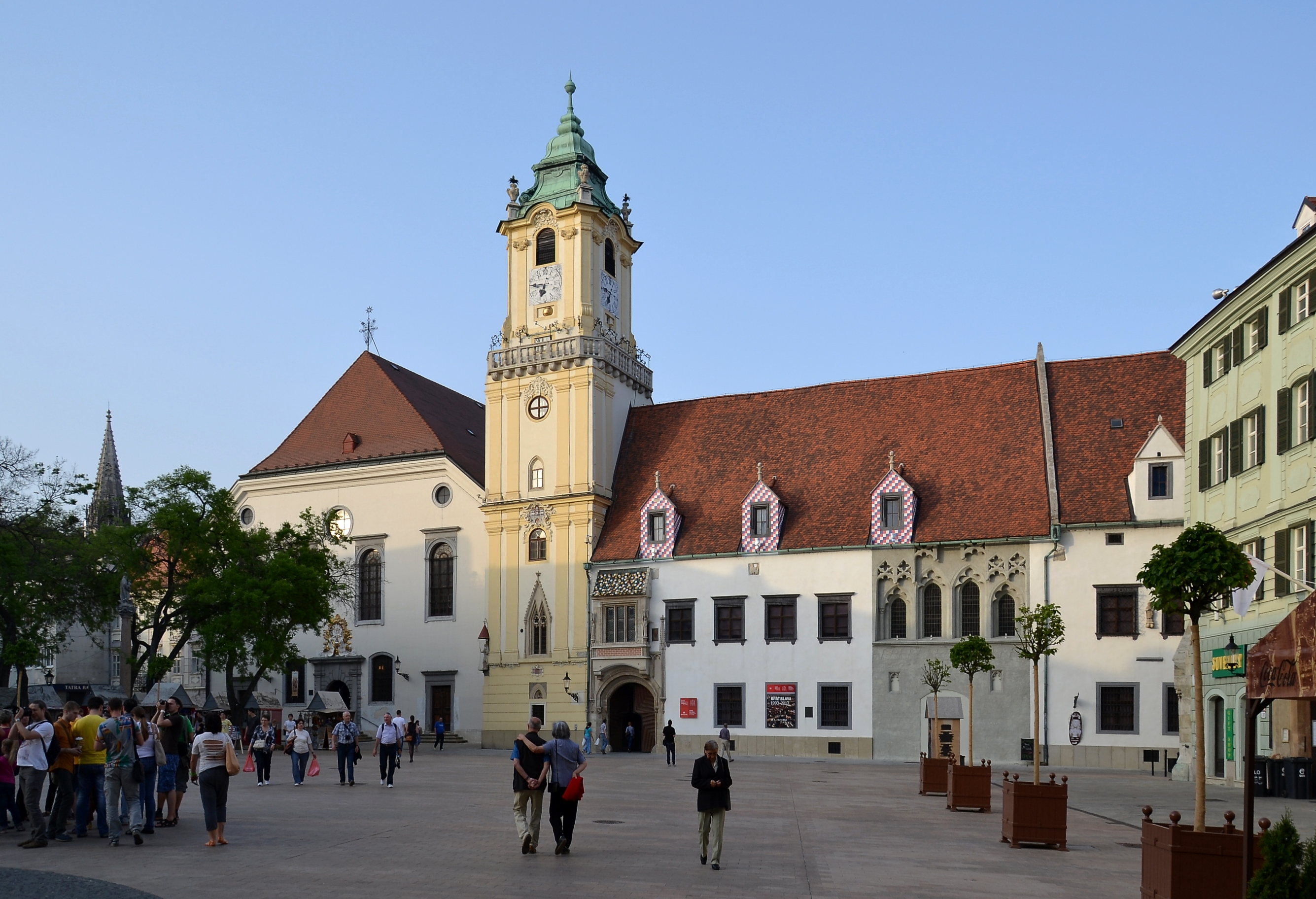
布拉迪斯拉发旧市政厅
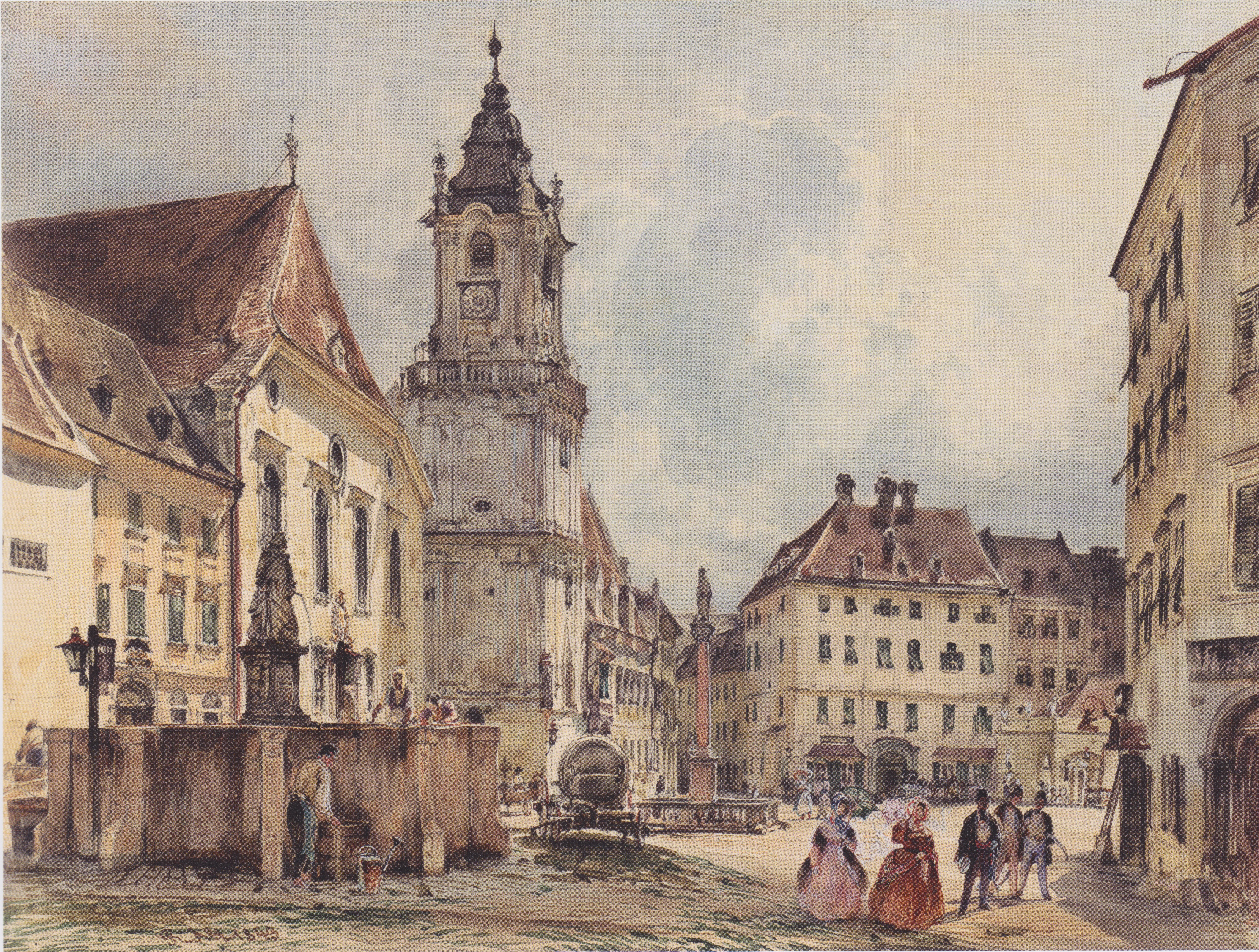
1843年的广场
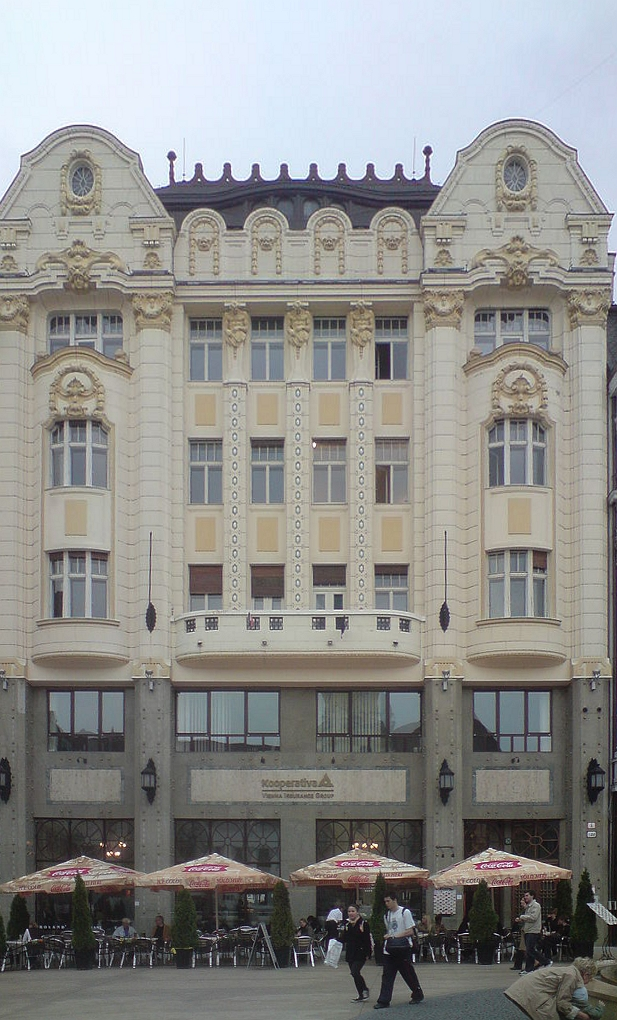
匈牙利汇兑银行宫 (Uhorská eskontná a zmenárenská banka)
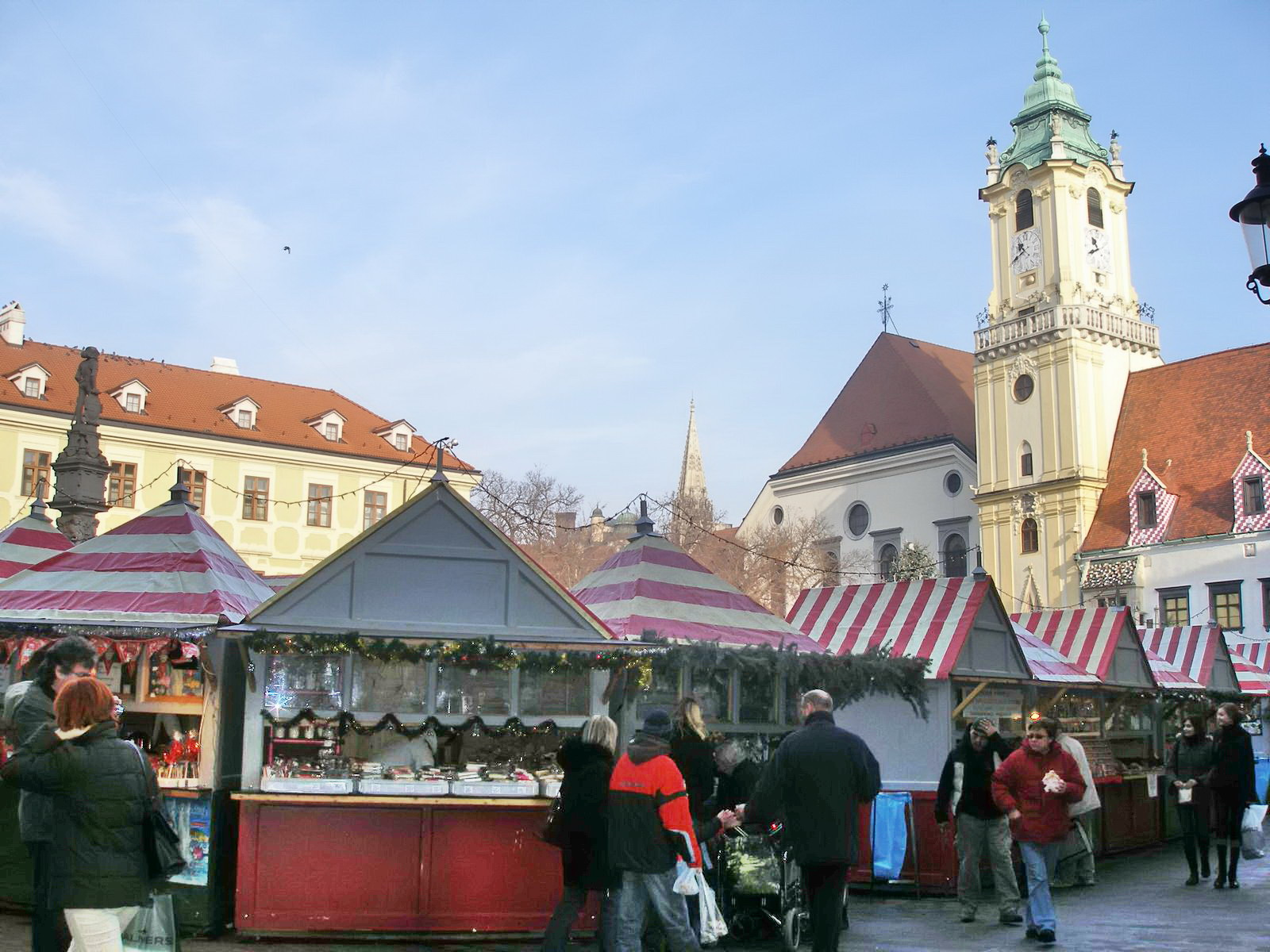
圣诞集市每年11月底至12月底举行
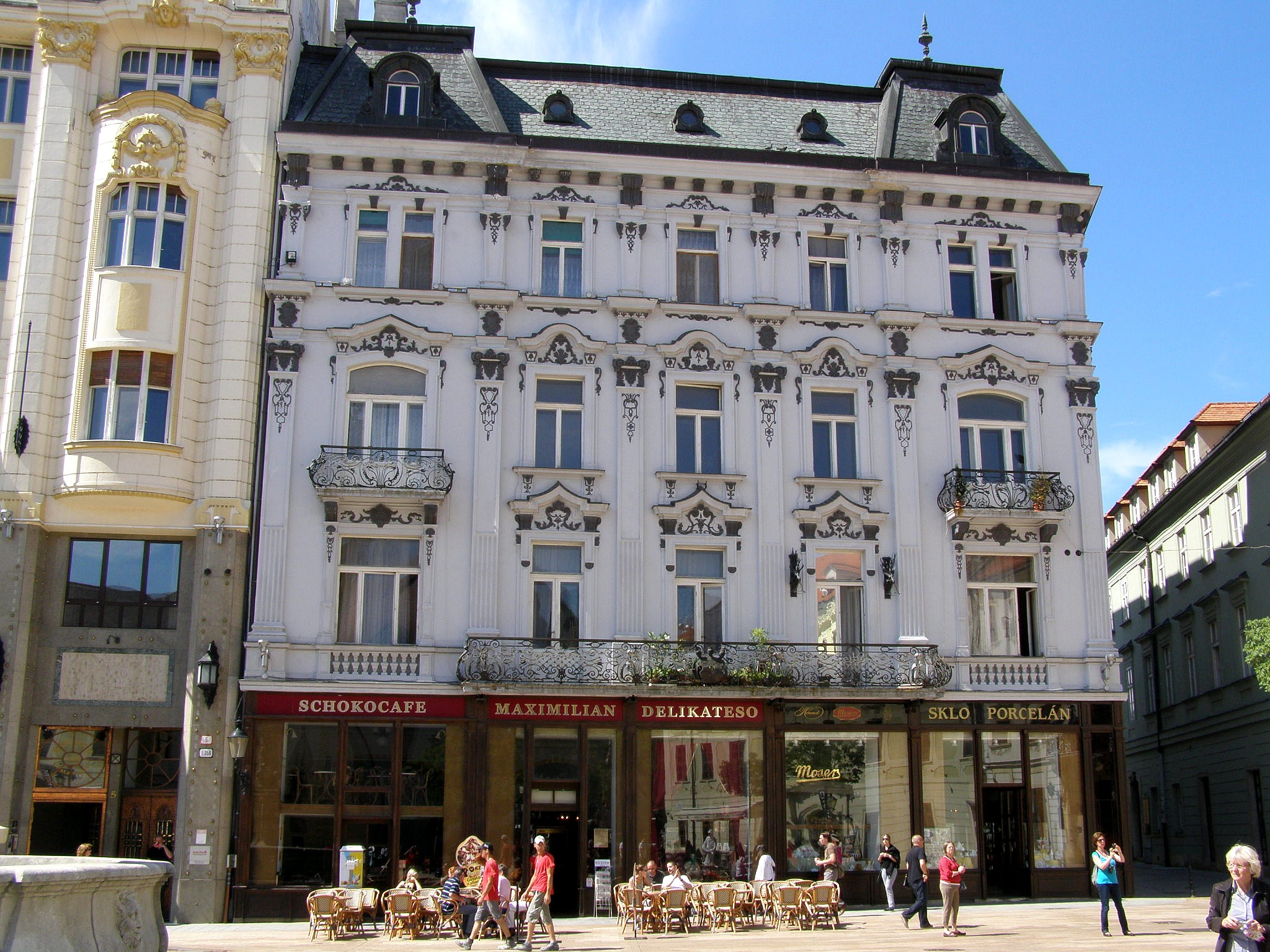
Palugyay Palace, Viktor Rumpelmayer, 1882-1883
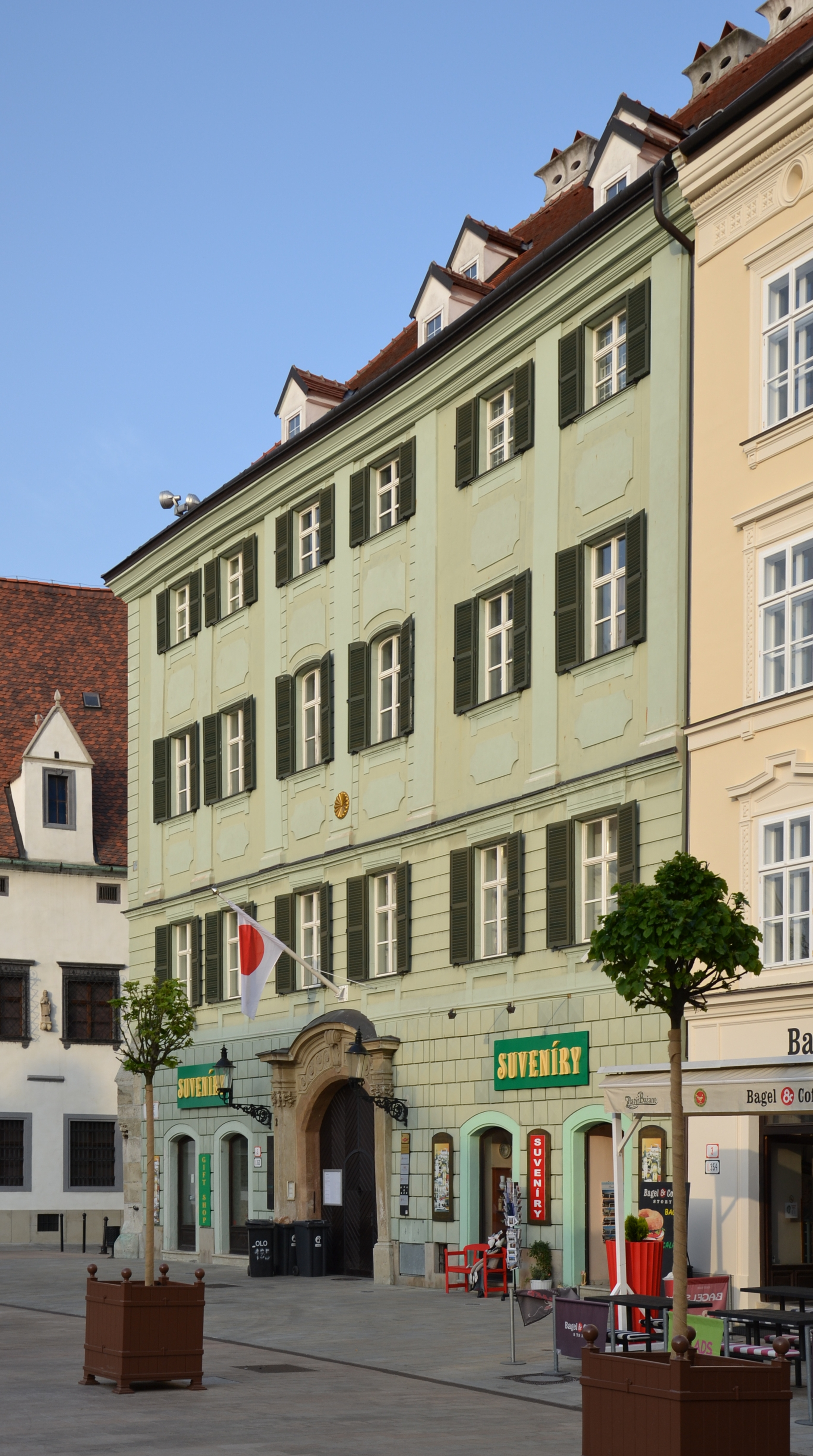
日本大使馆
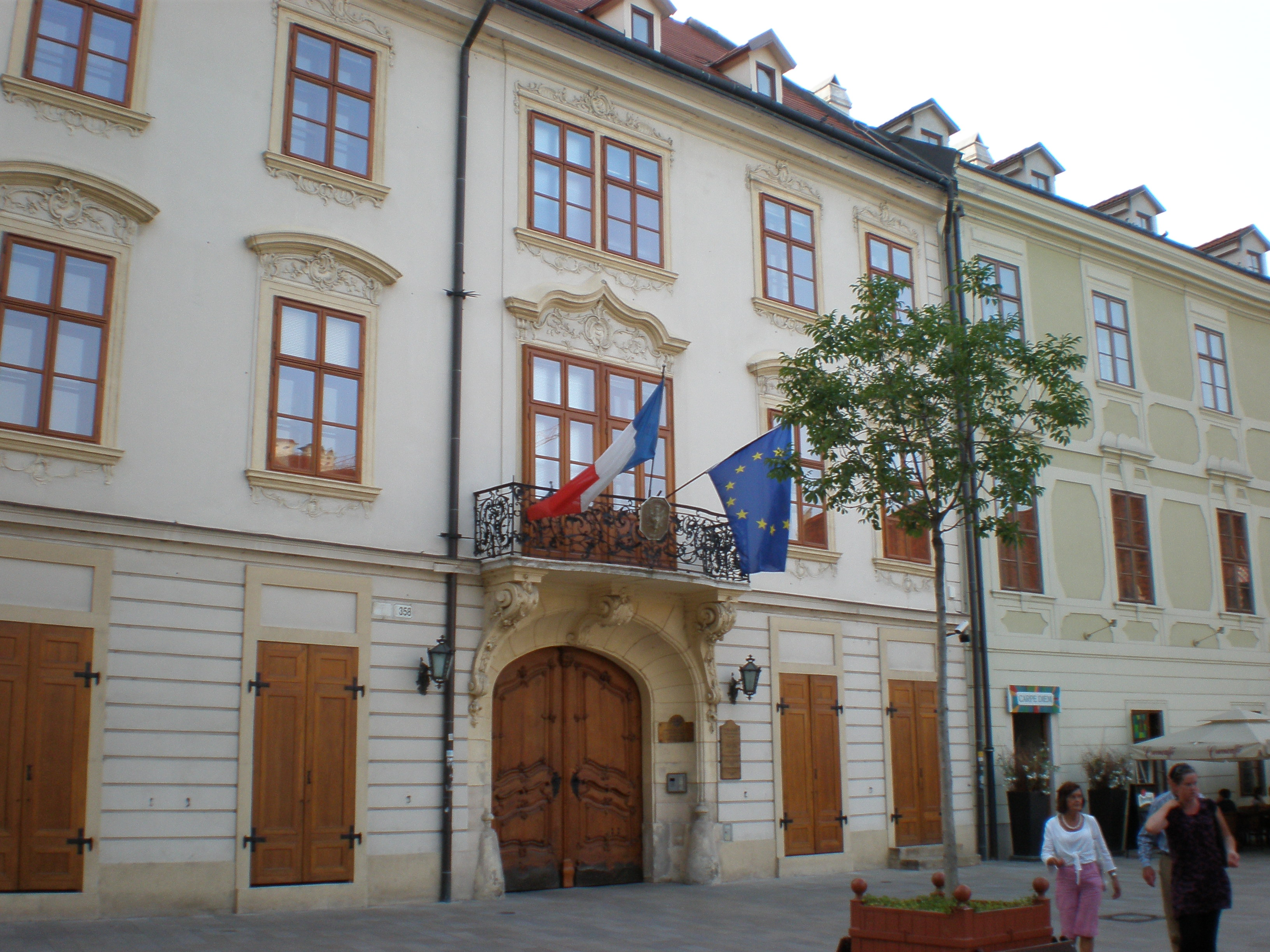
法国大使馆